# Martín Rivas
Martín Rivas és un exfutbolista uruguaià, nascut a Montevideo el 17 de febrer de 1977, que ocupava la posició de defensa.
Va destacar als seus inicis al Danubio FC. L'Inter de Milà s'hi va interessar i el va fitxar el 1997, però no es va adaptar a l'equip italià, que el va cedir en dues ocasions, sense massa fortuna. El 2001 retorna al seu país, on ha estat jugant en diversos clubs.
Ha estat dues vegades internacional amb l'Uruguai, tot estant present a la Copa Confederacions de 1997. Amb les seleccions inferiors charrúa va participar en el Mundial Juvenil de 1997.